# Ormosia peruviana
Ormosia peruviana är en ärtväxtart som beskrevs av Velva Elaine Rudd. Ormosia peruviana ingår i släktet Ormosia och familjen ärtväxter. Inga underarter finns listade i Catalogue of Life.